# Mateo Kovačić
Mateo Kovačić, född 6 maj 1994 i Linz i Österrike, är en kroatisk fotbollsspelare som spelar för Manchester City. Han representerar även det kroatiska landslaget.

## Biografi
Kovačić föddes i Linz i Österrike. Hans föräldrar hade 1991 flyttat dit från Kotor Varoš i Bosnien och Hercegovina. Kovačić började spela i tidig ålder för LASK Linzs akademi. År 2007, då Kovačić bara var 13 år, blev han upptäckt av talangscouter från flera europeiska klubbar, bland andra VfB Stuttgart, Ajax, Juventus och Bayern München, men hans familj valde att flytta till Zagreb istället, där han gick till kroatiska Dinamo Zagreb.

## Klubbkarriär

### Dinamo Zagreb
Kovačić spelade i alla sex Dinamo Zagrebs matcher i Uefa Champions League 2012/2013 mot FC Porto, Paris Saint-Germain och Dynamo Kiev. 
Under sin tid i Dinamo Zagreb har Kovačić vunnit 2 ligatitlar och 2 kroatiska cuptitlar. Han har spelat i totalt 43 matcher varav 12 i Uefa Champions League.

### Inter
Den 31 januari 2013 accepterade Kovačić en flytt till storklubben Inter. Vid hans ankomst fick han tröja nr 10, tidigare buren av Wesley Sneijder. Kovačić debuterade för Inter den 3 februari i andra halvleken i en Serie A-match mot AC Siena.

### Real Madrid
16 augusti 2015 bekräftade Inters manager Roberto Mancini att klubben var tvungna att sälja Kovačić till Real Madrid på grund av att man annars hade brutit mot Uefas regler om Financial Fair Play.

### Chelsea
Den 8 augusti 2018 lånades Kovačić ut till Chelsea på ett låneavtal över säsongen 2018/2019.
Den 1 juli 2019 värvades han permanent av Chelsea på ett femårskontrakt.

### Manchester City
Den 27 juni 2023 värvades Kovačić av Manchester City, där han skrev på ett fyraårskontrakt.

## Landslagskarriär
Kovačić spelar för Kroatiens A-landslag. I augusti 2012 blev han kallad till A-laget i en vänskapsmatch mot Schweiz men fick inte göra någon debut på grund av att han var skadad.Mateo Kovačić gjorde sin debut i landslaget i det heta derbyt mot Serbien och var i matchen en av planens giganter. Efter sin debut i A-landslaget har Kovačić växt in mer och mer i rollen som startspelare och blev kallad till Kroatiens trupp under VM 2014 i Brasilien.

## Spelstil

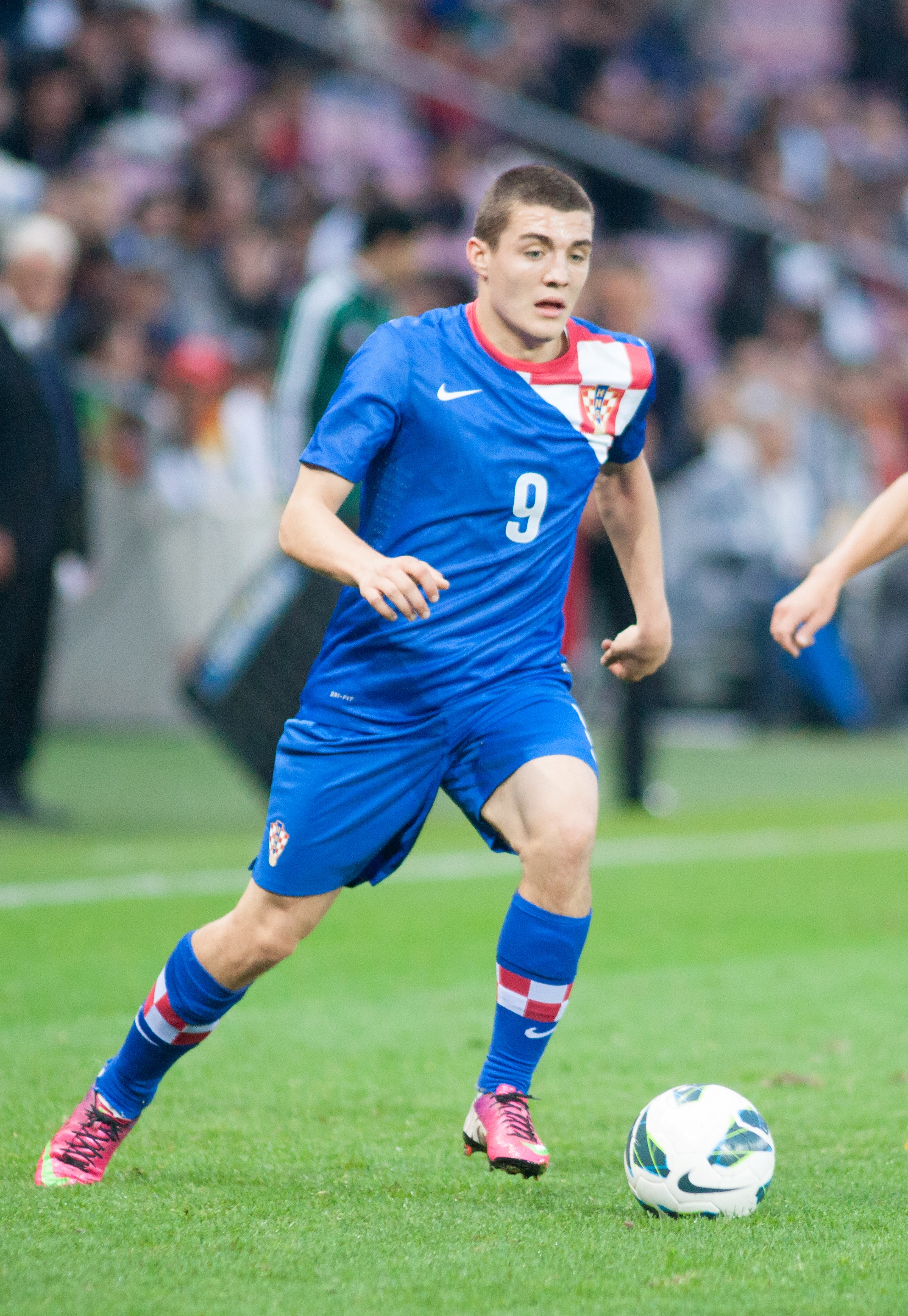
Kovačić i Kroatiens landslag 2013

Mateo Kovačić är känd för sina dribblingar, enligt WhoScored.com. Han är den femte bästa dribblaren i Champions League. Kroatiens U-17:s tränare, Martin Novoselac, ord om Kovačić: "Jag har inte sett en sån spelare med så mycket talang ända sedan Robert Prosinečki", med hänvisning till hans snabba utveckling och enorma talang. Hans landsman, Zvonimir Boban, som spelade för AC Milan i över ett decennium, sade i en intervju med Sky Italia om Kovačić: "Han har talanger som kan göra honom ännu bättre än mig, han är en otroligt bra för sin ålder. Kovačić är en komplett spelare! Han är en komplett talang som fortfarande kan växa med en otrolig potential."

## Meriter
Dinamo Zagreb
- Kroatiska Ligan (3): 2010/2011, 2011/2012, 2012/2013
- Kroatiska Cupen (2): 2010/2011, 2011/2012

Real Madrid
- La Liga: 2016/2017
- Uefa Champions League: 2015/2016, 2016/2017, 2017/2018
- Spanska supercupen: 2017
- Uefa Super Cup: 2016, 2017
- VM för klubblag: 2016, 2017

Chelsea
- Uefa Champions League: 2020/2021
- Uefa Europa League: 2018/2019
- Uefa Super Cup: 2021
- VM för klubblag: 2021

Manchester City
- Premier League: 2023/2024
- FA Community Shield: 2024
- UEFA Super Cup: 2023
- VM för klubblag: 2023

Individuellt
- Croatian Football Hope of the Year: 2011
- Årets spelare i Chelsea: 2019/2020